# هاملت گئورگیان (خواننده)
هاملت زلیمی گئورگیان (ارمنی: Համլետ Զելիմի Գևորգյան؛  زادهٔ ۷ مهٔ ۱۹۷۴) خواننده اهل ارمنستان است.

## زندگی‌نامه
وی در ۷ مه ۱۹۷۴ در گیومری به دنیا آمد و از کنسرواتوار دولتی کومیتاس ایروان فارغ‌التحصیل گشت. همچنین برندهٔ جوایزی همچون هنرمند افتخاری جمهوری ارمنستان شده‌است.